# Cuenca (accidente geográfico)
Una cuenca es una depresión en la superficie de la tierra, un valle rodeado de alturas alturescas.
El término «cuenca hidrográfica» tiene un sentido más amplio, siendo una parte de la superficie terrestre cuyas aguas fluyen en ríos o lagos

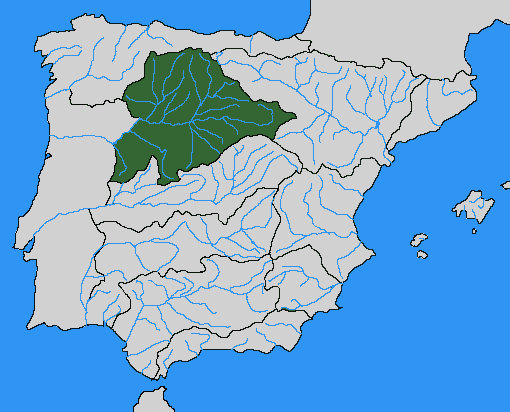
La cuenca hidrográfica del Duero es la más extensa de la península ibérica. Aquí solo se muestra la parte española de la cuenca.

La suma de las cuencas hidrográficas de la mayoría de los ríos que desembocan en un mismo mar constituye la vertiente de dicho mar. Y la suma de las cuencas hidrográficas de todos los afluentes de un río constituye la cuenca de dicho río. Se llama divisorias (divisorias de aguas o divisorias de vertientes) a las líneas de separación que se pueden trazar entre cuencas hidrográficas o vertientes adyacentes y suelen coincidir con crestas montañosas, en las que cada lado conduce sus aguas hacia cauces, cuencas o mares distintos.
En la concepción moderna del manejo de políticas territoriales, la cuenca hidrográfica es considerada, cada vez más, como la unidad natural para el uso racional de los recursos naturales en general y los recursos hídricos en particular. Puede citarse como ejemplo, el artículo sobre la cuenca del Orinoco.